# Großpostwitz/O.L.
Großpostwitz/O.L. (szorb nyelven Budestecy) település Németországban, azon belül Szászország tartományban. Lakosainak száma 2690 fő (2023. december 31.). Großpostwitz/O.L. Bautzen, Kubschütz és Obergurig községekkel határos.

## Népesség
A település népességének változása:
| Lakosok száma | 2856 | 2710 | 2700 | 2717 | 2715 | 2690 |
|               | 2010 | 2017 | 2019 | 2021 | 2022 | 2023 |